# Manuel Mandianes
Manuel Mandianes Castro (Loureses, Blancos, 14 de enero de 1942) es un antropólogo y escritor español.

## Biografía
Manuel Mandianes nació en Galicia, en la parroquia de Loureses, provincia de Orense y se formó en el seminario de Burgos. Al terminar se marchó durante cuatro años como misionero a Colombia, donde fue acusado de participar con la guerrilla por lo que tuvo que dejar el país. Se trasladó a Francia y estudió Teología y Antropología en la Universidad de Estrasburgo. En 1979 se convirtió en doctor en Teología con una tesis sobre la moral sexual: La moral sexuelle chretienne mise en question pour l"ethnologie; dos años después, en 1981, defendió su tesis Vivre en Galice, con la que consiguió doctorarse en Antropología. En 1982 regresó a España y convalidó sus estudios doctorándose en Ciencias Políticas y Sociología, titulaciones que le abrieron las puertas del Consejo Superior de Investigaciones Científicas (CSIC) en Barcelona y se integró como investigador en la Institución Milá y Fontanals. Allí desarrollo buena parte de su trabajo. Posteriormente, dirigió, desde 1996 hasta su disolución en 1999, el Instituto de Estudios Sociales Avanzados del CSIC.

## Publicaciones y participación en medios
Su obra como antropólogo comenzó con Loureses, antropologia d'una parròquia gallega (1984), y pronto continuó con múltiples trabajos como Las serpientes contra Santiago (1989), El valle de Josafat. Un fresco de la España actual (1993), En cueros vivos. Pensamiento de CJC sobre el hombre (2002) y O burro (2002). Coautor junto con Olegario Sotelo Blanco de A concentración parcelaria (1994), con Josefina M. Antón de O ciclo da vida (1994), y con Xosé Luís Martínez Carneiro y otros de Antela, A memoria asolagada (1997). Entre sus últimas obras publicadas se encuentran  El camino del peregrino (2010), un ensayo antropológico alrededor del mismo Camino de Santiago, donde se destaca la importancia del viaje y la interpretación de la peregrinación en el mundo actual, y El fútbol no es así (2016), donde Mandianes reflexiona sobre el fenómeno global por excelencia: el fútbol.  Paralelamente Mandianes destaca como comunicador publicando cientos de artículos en revistas especializadas de España, Portugal, Francia, Bélgica y Grecia. Así, han visto la luz varios capítulos publicados en obras colectivas y artículos en revistas como Grial, Boletín Auriense y El Museo de Pontevedra. Deseando llegar al público en general, ha logrado difundir sus reflexiones y estudios también a través de los medios de comunicación: ha sido colaborador en el programa de Televisión de Galicia Luar, y también en programas de radio, televisión y diversos medios de comunicación generalistas como El País, El Mundo, La Vanguardia, La Voz de Galicia, el Faro de Vigo y otros.
En 2008 escribió su primera obra narrativa, O raposiño e o cego, a través de la cual reflexiona sobre los valores universales del pueblo gallego y sobre las costumbres del mundo rural.
En 2004 recibió el Premio da Crítica Galicia, por su ensayo sobre antropología de Galicia O río do esquecemento. Identidade antropolóxica de Galicia.